# خطوط سبيريت الجوية
خطوط سبيريت الجوية (بالإنجليزية: Spirit Airlines)‏ هي خطوط جوية اقتصادية منخفضة التكلفة أمريكية مقرها في ميرامار فلوريدا. تسيّر سبيريت رحلات جوية مجدولة إلى أنحاء الولايات المتحدة، وكذلك منطقة البحر الكاريبي، المكسيك، أمريكا اللاتينية. يشمل تركيزها الرئيسي في المدن: فورت. لودرديل، دالاس / فورت وورث، ديترويت، لاس فيغاس، شيكاغو أوهير، هيوستن انتركونتيننتال، اتلانتيك سيتي، وميرتل بيتش.

## التاريخ
بدأت الشركة في بدايتها بمسمى شركة كليبر للنقل بالشاحنات في عام 1964. وتأسست خدمة خطوط الطيران في عام 1980 في مقاطعة ماكومب بولاية ميشيغان،(من قبل نيد هومفيلد) باسم كارتر ون،  وعملت كارتر ون التي تتخذ من ديترويت مقراً لها منظماً لجولات سياحية وتوفر عروض سفر إلى وجهات الترفيه مثل أتلانتيك سيتي، لاس فيغاس، وجزر البهاما.
افتتحت سبيريت خدماتها في تشرين الثاني / نوفمبر 2001 إلى سان خوان، بورتوريكو، ونفذت خطة خدمة متكاملة للعملاء باللغة الاسبانية بما في ذلك موقع الكتروني وخط مخصص لحجز التذاكر.
بدأت سبيريت يوم 6 آاذار / مارس 2007 الانتقال إلى خطوط طيران اقتصادية جداً. كانت الخطة الأولية هي تقاضي 10 دولار أمريكي على الحقيبة المتحقق منها لأول حقيبتين، و 5 دولار إذا تم تسليم الحقائب قبل 24 ساعة من الرحلة، بالإضافة إلى تقاضي 1 دولار ثمناّ للمشروبات التي كانت مجانية في السابق.

## الوجهات
تسيّر سبيريت حالياً رحلات إلى 52 وجهة في جميع أنحاء أمريكا الوسطى، ومنطقة البحر الكاريبي، وأمريكا الجنوبية، والولايات المتحدة. وتمتلك قاعدة في دالاس / فورت وورث، فورت لودرديل شيكاغو، ديترويت، اتلانتيك سيتي، ولاس فيغاس والتركيز الرئيسي على المدن ميرتل بيتش، شيكاغو أوهير، دالاس / فورت وورث، ديترويت ولاس فيغاس.

## الأسطول

### الحالي
يتكون أسطول خطوط سبيريت الجوية من أحدث طائرات الإيرباص من الطائرات التالية (بتاريخ آذار / مارس 2015):
أسطول خطوط سبيريت الجوية 
كان متوسط عمر أسطول سبيريت بتاريخ آذار / مارس 2013 هو 4.8 سنة. وكان ثالث أصغر أسطول إيرباص عمراً في الأمريكتين [33] بعد فيرجن أمريكا والخطوط الجوية المكسيكية فولاريز.

## الحملات الإعلانية المثيرة للجدل
على مر السنين، عملت سبيريت للحصول على الدعاية، الجيدة والسيئة، عن طريق الإعلان باستخدام الأحداث المثيرة للجدل الحالية.

### 2006
أطلقت في عام 2006 خطوط سبيريت للطيران الحملة الإعلانية «صيد لإيجاد هوفا» مع الشعار «ساعدونا في العثور على هوفا في لعبتنا الصيد لإيجاد هوفا والتمتع بثمن تذكرة لا يتجاوز 39 دولار في كل اتجاه.»

### 2007
في كانون الأول / ديسمبر 2007، أطلقت شركة الطيران تخفيض باسم ميلف (MILF) ويعني «العديد من الجزر، ثمن تذكرة منخفض». وعلّقت وسائل الإعلام عبر الإنترنت والتلفزيون على هذا الشعار وأشارت إلى أن مصطلح ميلف (MILF) تم نشره في فلم الفطيرة الأمريكية.

### 2008
أرسلت خطوط الطيران في نيسان / أبريل 2008 بريد إلكتروني إلى قائمة الاشتراك التسويقية معلنةً «يوجد لدينا ثلاثية، انضموا إلينا في المرح.» حيث قدمت «ثلاثة تخفيضات في تخفيض واحد» لكن البريد الإلكتروني اقترح مراراً وتكراراً «علاقة ثلاثية».

## الخيارات
تتيح خطوط سبيريت للطيران للعملاء العديد من الخيارات لتخصيص سعر تذكرتهم، كل منها يحمل سعر مختلف. وتتضمن وجود عامل يطبع بطاقة الصعود إلى الطائرة عند تسجيل الوصول في مقابل القيام بذلك عبر الإنترنت أو في كشك، أجرة للحقائب المحمولة الثقيلة أو الحقائب التي تم التحقق منها، رسوم تصاعدية على الحقائب ذات الوزن الزائد، مهام المقعد المختارة، التأمين على السفر، وأكثر من ذلك.

## قضايا الخدمات التشغيلية والعملاء
اقترحت إدارة الطيران الإتحادية في الولايات المتحدة الأمريكية في عام 2000 غرامة على خطوط سبيريت الجوية مقدارها 67,000 دولار أمريكي بتهمة انتهاك الأنظمة الإتحادية حول علامات ولافتات المقصورات والمقاعد.حيث تم العثور على اختلافات في شعارات معدات الطوارئ، ومقاعد الركاب، ومناطق التخزين والأبواب على ثمانية من طائرات سبيريت من النوع دي سي9 وام دي80.

## أحداث وحوادث
حصلت على اسوأ طيران على صعيدي الشخصي وكثرة حوادثها لا تعد ولا تحصى

## وصلات خارجية
- الموقع الرسمي